# Nueva Requena (distrito)
Nueva Requena é um distrito peruano localizado na Província de Coronel Portillo, região de Ucayali. Sua capital é a cidade de Nueva Requena.

## Transporte
O distrito de Nueva Requena é servido pela seguinte rodovia:
- UC-103, que liga o distrito  à cidade de Manantay
- UC-104, que liga o distrito  à cidade de Campoverde[2][3][4]